# Ferraúra
La ferraúra o ferradura (bajoca de ferradura o ferraüra en valenciano) es una variedad de judía verde plana, alargada y con forma de herradura, de ahí su nombre. Junto con el garrofón, son las dos variedades de judía que incluye la paella valenciana (el garrofón en semilla y la ferraúra en vaina verde entera). A veces la ferraúra se sustituye por otras variedades locales como perona, bobi, roget o tavella, que son otras judías verdes (bajoques) tradicionales valencianas.

## Descripción
La judía ferraúra se siembra entre marzo y abril y se cosecha en verano. Cada vaina contiene entre seis y ocho granos, y tienen una medida irregular aunque bastante larga. A diferencia de otras variedades de judía verde, la ferraúra es ancha, plana y curvada. Se caracteriza por tener poca presencia de hilo, textura tierna y sabor suave.
La planta de la variedad ferraura alcanza una altura considerable (>130 cm) y es bastante productiva.
A veces se confunde con la roiget, que también es una variedad local de bajoqueta o bachoqueta, nombre valenciano para las judías verdes planas. Se diferencian en que la roget, como indica su nombre, suele tener manchas de color rojo.